# John Marshall (archéologue)
Pour les articles homonymes, voir John Marshall et Marshall.
John Hubert Marshall, né le 19 mars 1876 à Chester et mort le 17 août 1958 à Guildford, est un archéologue britannique. Directeur général de l'Archaeological Survey of India de 1902 à 1928, il supervisa entre autres les campagnes de fouilles des sites de Harappa et de Mohenjo-daro, deux des principales villes de la civilisation de la vallée de l'Indus.

## Biographie
John Marshall commence ses études au Dulwich College puis intègre le King's College de Cambridge, où en 1898 il remporte le prix Porson pour une version en grec ancien. Rejoignant la British School at Athens, il suit une formation en archéologie à Cnossos sous la direction d'Arthur Evans, qui venait de découvrir ce site majeur de la civilisation minoenne.
En 1902, le nouveau vice-roi du Raj, lord Curzon, nomme Marshall directeur général de l'Archaeological Survey of India. Marshall entreprend de moderniser l'approche de l'archéologie sur ce continent, en introduisant un programme de catalogage et de conservation des monuments et objets anciens.
Marshall est le premier à intégrer les Indiens aux campagnes de fouilles menées dans leur propre pays. La plupart de ses étudiants étaient indiens, et ainsi, Marshall acquiert la réputation d'être un sympathisant du nationalisme indien. Marshall était d'accord avec les dirigeants civiques indiens et les manifestants qui voulaient plus d'autonomie gouvernementale pour l'Inde ou même l'indépendance de l'Inde. Marshall était très admiré par les Indiens pendant qu'il travaillait en Inde. En 1913, il commence les fouilles de Taxila, qui durent 21 ans. En 1918, il pose la première pierre du musée de Taxila, qui abrite aujourd'hui de nombreux artefacts et l'un des rares portraits de Marshall. Il s'est ensuite déplacé vers d'autres sites, notamment les centres bouddhistes de Sanchi et Sarnath.
Son travail a fourni des preuves de la grande ancienneté de la civilisation indienne, en particulier celle de la civilisation de la vallée de l'Indus et de l'époque Maurya et Ashoka. En 1920, Marshall commence à fouiller le site de Harappa avec Daya Ram Sahni comme directeur. Mohenjo-daro a ensuite été découvert par R. D. Banerji en 1921, et l'année suivante, les travaux commencent. Les résultats de ces efforts, qui ont révélé une culture ancienne avec son propre système d'écriture, ont été publiés dans The Illustrated London News le 20 septembre 1924. Certains érudits ont d'abord lié les artefacts à l'ancienne civilisation de Sumer en Mésopotamie. Des fouilles ultérieures ont montré que Harappa et Mohenjo-Daro étaient des villes planifiées sophistiquées avec plomberie et bains. Mais Marshall a ignoré la stratigraphie du site et a creusé le long de lignes horizontales régulières. Cette manière de procéder contribue au mélange d'artefacts de différentes couches stratigraphiques, entraînant la perte à jamais de nombreuses informations précieuses sur le contexte de ses découvertes. Cette erreur a été corrigée par Mortimer Wheeler, qui a reconnu qu'il était nécessaire de suivre la stratigraphie du monticule plutôt que de creuser mécaniquement le long de lignes horizontales uniformes. 
Marshall a également dirigé des fouilles sur le monticule préhistorique de Sohr Damb au Baloutchistan ; une petite collection représentative de récipients en poterie du site se trouve exposée au British Museum.
Il a entretenu durant vingt-cinq ans une correspondance avec Alfred Foucher à propos des sites du Gandhara.
Marshall prend sa retraite en 1934 et quitte l'Inde. Il meurt à Guildford le 17 août 1958.

## Titres et décorations
- 1910 : ordre de l'empire des Indes
- 1914 : Knight Bachelor
- 1921 : doctorat honoris causa, université de Calcutta
- 1936 : Fellow of the British Academy

## Principales publications
- Conservation manual : a handbook for the use of archaeological officers and others entrusted with the care of ancient monuments, Calcutta, Superintendent Government Printing, 1923.
- [direction], Mohenjo-daro and the Indus civilization, 3 vol., Londres, Arthur Probsthain, 1931.
- A Guide to Sâ̄nchī, Delhi, Manager of Publications, 1936.
- Taxila. An illustrated account of archaeological excavations carried out at Taxila, Cambridge University Press, 1951.
- The Buddhist art of Gandhāra, Cambridge University Press, 1960.